# Alina Kashinskaya

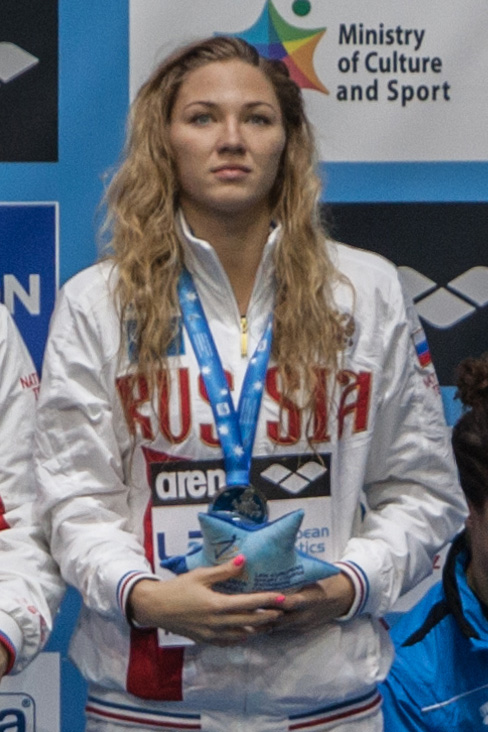

Alina Valérievna Kashinskaya –en ruso, Алина Валерьевна Кашинская– (Nizhni Taguil, URSS, 25 de diciembre de 1990) es una deportista rusa que compitió en natación. Ganó una medalla de plata en el Campeonato Europeo de Natación en Piscina Corta de 2015, en la prueba de 4 × 50 m estilos mixto.

## Palmarés internacional
| Campeonato Europeo en Piscina Corta | Campeonato Europeo en Piscina Corta | Campeonato Europeo en Piscina Corta | Campeonato Europeo en Piscina Corta |
| Año                                 | Lugar                               | Medalla                             | Prueba                              |
| ----------------------------------- | ----------------------------------- | ----------------------------------- | ----------------------------------- |
| 2015                                | Netanya (Israel)                    | Medalla de plata                    | 4 × 50 m estilos mixto              |